# Esther Weitzel-Polzer
Esther Weitzel-Polzer (* 25. August 1950 in Eschenburg) ist eine deutsche Soziologin und Hochschullehrerin. Seit 1993 ist sie Professorin an der Fachhochschule Erfurt.

## Leben
Nach dem Studium der Sozialarbeit an der Fachhochschule Frankfurt am Main studierte sie Soziologie und Pädagogik an der Johann Wolfgang Goethe-Universität Frankfurt am Main. Dem Diplom am Fachbereich Erziehungswissenschaften mit dem Schwerpunkt Gerontologie folgte im Jahr 1991 die Promotion mit einer Arbeit  über die Bildungsbiographien älterer Arbeiterinnen und Arbeiter bei  Anton Amann in Wien und Günther Böhme in Frankfurt am Main. Bei Fredmund Malik absolvierte sie am Managementzentrum St. Gallen eine Weiterbildung in systemorientiertem Management und finanzwirtschaftlicher Führung.
Esther Weitzel-Polzer engagiert sich parteipolitisch in der SPD und war in Frankfurt am Main vom 1. April 1981 bis zum 6. Mai 1988 Mitglied des Ortsbeirates 1. Nach langjähriger Führungstätigkeit bei der Frankfurter Arbeiterwohlfahrt und der Johanna-Kirchner-Stiftung übernahm sie im Jahr 1993 eine Professur an der Fachhochschule Erfurt. Dort ist sie Studiendekanin der Fachrichtung Soziale Arbeit sowie Kursleiterin des Master-Studiengangs Management und Interkulturalität und seit 2007 auch des Bachelor-Studiengangs Jüdische Sozialarbeit. Dieser Bachelor-Studiengang, den sie seit 2011 im zweiten Durchgang mit Doron Kiesel leitet, ist einmalig in Europa. Sie ist Beiratsmitglied des Rabbinerseminars zu Berlin.
Esther Weitzel-Polzer ist verheiratet und Mutter zweier Töchter.

## Publikationen (Auswahl)
- Alte Jüdinnen und Juden in Deutschland. Ausschnitte aus der Geschichte ihres Überlebens und ihre Suche nach einem neuen Zuhause. Paulo-Freire-Verlag, Oldenburg 2005, ISBN 3-86585-308-0 (Rezension von Jos Schnurer. In: socialnet Rezensionen vom 18. Oktober 2005.)
- Erfolgreiche Unternehmensführung. Konzepte – Strategien – Methoden. Curt Rudolf Vincentz, Hannover 2001, ISBN 3-87870-632-4
- Bildungsbiographien älterer Arbeiterinnen und Arbeiter. Lang, Frankfurt am Main 1991, ISBN 3-631-43325-5
- mit Eckard Rasehorn: Neue Wege der Pflege und Betreuung verwirrter alter Menschen im Heim. Ein Modellprojekt. Johanna-Kirchner-Stiftung (Hrsg.), Frankfurt am Main, 1989.
- als Hrsg.: Therapie. Kartei praktischer Vorschläge zur psychosozialen Therapie mit verwirrten alten Menschen. Curt Rudolf Vincentz, Hannover 1987.
- Beiträge zur Arbeitslehre. Didaktischer Dienst Franzbecker, Hamburg 1981, ISSN 0175-3630